# Textron
Textron er en amerikansk koncern grundlagt i 1923. Selskabet har 44.000 ansatte i næsten 40 lande og er involveret i en række forskellige industrier, fra produktion af helikoptere og passagerfly til golfbiler og plæneklippere.
Blandt afdelingene i Textron er Bell Helicopter Textron, Cessna Aircraft Company, E-Z-GO og Jacobsen.